# Pianoconcert nr. 2 (Williamson)
Malcolm Williamson componeerde zijn Pianoconcert nr. 2 in fis mineur in slechts acht dagen. Het werk kwam tot stand voor een componistenwedstrijd van de faculteit Muziek van de University of Western Australia alsmede de koorvereniging van die universiteit. Het pianoconcert won de eerste prijs. Toch vond de première pas plaats in mei 1962 met solist Michael Brimer en het strijkorkest van genoemde universiteit onder leiding van Frank Callaway. Williamson, van huis uit pianist, speelde het vervolgens over de gehele wereld. Hij noemde het een typisch Australisch werk van spontaniteit en kracht. Hij gaf ook toe dat het lichte karakter van het werk in schril contrast stond tot zijn serieuze Elevamini - Symfonie nr. 1. 
Williamson bevond zich ten tijde van het componeren onder de invloed van de jazzy muziek van George Gershwin en Richard Rodgers hetgeen terug te vinden in de syncopen in de buitendelen. Anderen vonden er sporen van de muziek van Igor Stravinsky (het slotthema van De vuurvogel wordt geciteerd) en Bela Bartók in terug.
Het concert kent drie delen:
- Allegro con brio
- Andante Lento
- Allegro con spirito

Het werk is opgedragen aan Elaine Goldberg, een piano spelende nicht van Williamsons vrouw Dolly.